# El Arco, Veracruz
El Arco är en ort i Mexiko.   Den ligger i kommunen Jalacingo och delstaten Veracruz, i den sydöstra delen av landet, 200 km öster om huvudstaden Mexico City. El Arco ligger 627 meter över havet och antalet invånare är 636.
Terrängen runt El Arco är lite bergig. Runt El Arco är det ganska tätbefolkat, med 93 invånare per kvadratkilometer. Närmaste större samhälle är Tlapacoyan, 4,4 km nordost om El Arco. I omgivningarna runt El Arco växer i huvudsak städsegrön lövskog.